# 杉本崇馬
杉本 崇馬（すぎもと そうま、2000年10月2日 - ）は、ジャパンラグビーリーグワンコベルコ神戸スティーラーズに所属するラグビー選手。

## プロフィール
- 東京都出身[1]。
- ポジションはウィング(WTB)、フルバック(FB)。
- 身長 180 cm、体重 86 kg
- U20日本代表候補に選ばれたことがある[2]。

## 略歴
2019年、佐野日大高校卒業後、中央大学に入る。
2023年1月、アーリーエントリーでコベルコ神戸スティーラーズに加入。同年3月、中央大学卒業。